# Minbu
Minbu (tiếng Miến Điện: မင်းဘူးမြို့) là thành phố huyện lỵ của huyện Minbu, vùng Magway, Myanmar. Tại thời điểm năm 2004, thành phố có 56.200 dân cư. Địa hình thành phố phần gần sông Ayeyarwady tương đối phẳng và thấp, nhưng phần gần vùng đồi Arakan thì cao dần lên. Giữa vùng đồng bằng và dãy núi Arakan có một vùng đồi ngăn cách chạy dài theo hướng bắc-nam gọi là vùng đồi Nwa-Madaung. Sông Ayeyarwady khi tới Minbu thì lòng sông mở rộng tới 3 dặm Anh và ở giữa có nhiều đảo và cồn cát. Ngoài sông Ayeyarwady, ở Minbu còn có nhiều sông nhỏ hơn và các hồ, là nguồn đánh bắt thủy sản quan trọng. Ở gần Minbu có một khu rừng bảo tồn.
Kinh tế Minbu chủ yếu là nông nghiệp.